# Cirsium discolor
Cirsium discolor là một loài thực vật có hoa trong họ Cúc. Loài này được (Muhl. ex Willd.) Spreng. mô tả khoa học đầu tiên năm 1826.